# エネット (東京都品川区の企業)
株式会社エネット（英: ENNET Inc.）は、東京都品川区大崎に本社を置く映像制作会社。1991年（平成3年）4月1日創業。ニュース、スポーツ、ドキュメンタリーなどの映像コンテンツをテレビやインターネットなどの媒体に提供しているほか、コンサートやイベントなどの企画・制作も請け負う。